# Lej na Łączkach
Lej na Łączkach – jaskinia w dolnej części Doliny Będkowskiej na Wyżynie Krakowsko-Częstochowskiej. Znajduje się w Łączkach Kobylańskich będących częścią wsi Kobylany w województwie małopolskim, w powiecie krakowskim, w gminie Zabierzów.

## Opis jaskini
Jaskinia znajdowała się na lewym zboczu Doliny Będkowskiej, kilkadziesiąt metrów powyżej Rusnej Skały (Ruskiej Skały), w porośniętym lasem wzniesieniu Kobylskie Góry. Miała rozwinięcie pionowe, została jednak całkowicie zasypana i obecnie jest to tylko rozpadlina z trzech stron ograniczona skałkami i wapiennym gruzem. We wschodniej części znajduje się metrowa wnęka z filarkiem skalnym zasklepiona gruzem scementowanym osadem z wyschniętego mleka wapiennego. Dno rozpadliny wypełnia wapienny gruz, liście i gałęzie drzew.
Jaskinia powstała w późnojurajskich wapieniach skalistych na rozpadlinie o głębokości 2,8 m i długości do 6 m.

## Historia poznania i dokumentacji
Lej jaskini zlokalizowali w latach 70. XX wieku członkowie Krakowskiego Klubu Turystyki Jaskiniowej po usunięciu 2 metrowej grubości warstwy rumoszu skalnego. W latach 1995–1996 Paweł Ostrowski i Mirosław Wiśniewski odgruzowali jaskinię do głębokości 7,5 m. Oni też opracowali jej opis i plan. Głębsze jej partie były zablokowane dużymi głazami, ponadto istniało niebezpieczeństwo obsunięcia się ścian. W późniejszym okresie jaskinia z powrotem uległa zagruzowaniu.
W wapiennych skałach wzniesienia Kobylskich Gór jest jeszcze kilka innych jaskiń: Jaskinia na Łączkach, Jaskinia na Łączkach Górna, Schronisko nad Jaskinią na Łączkach.

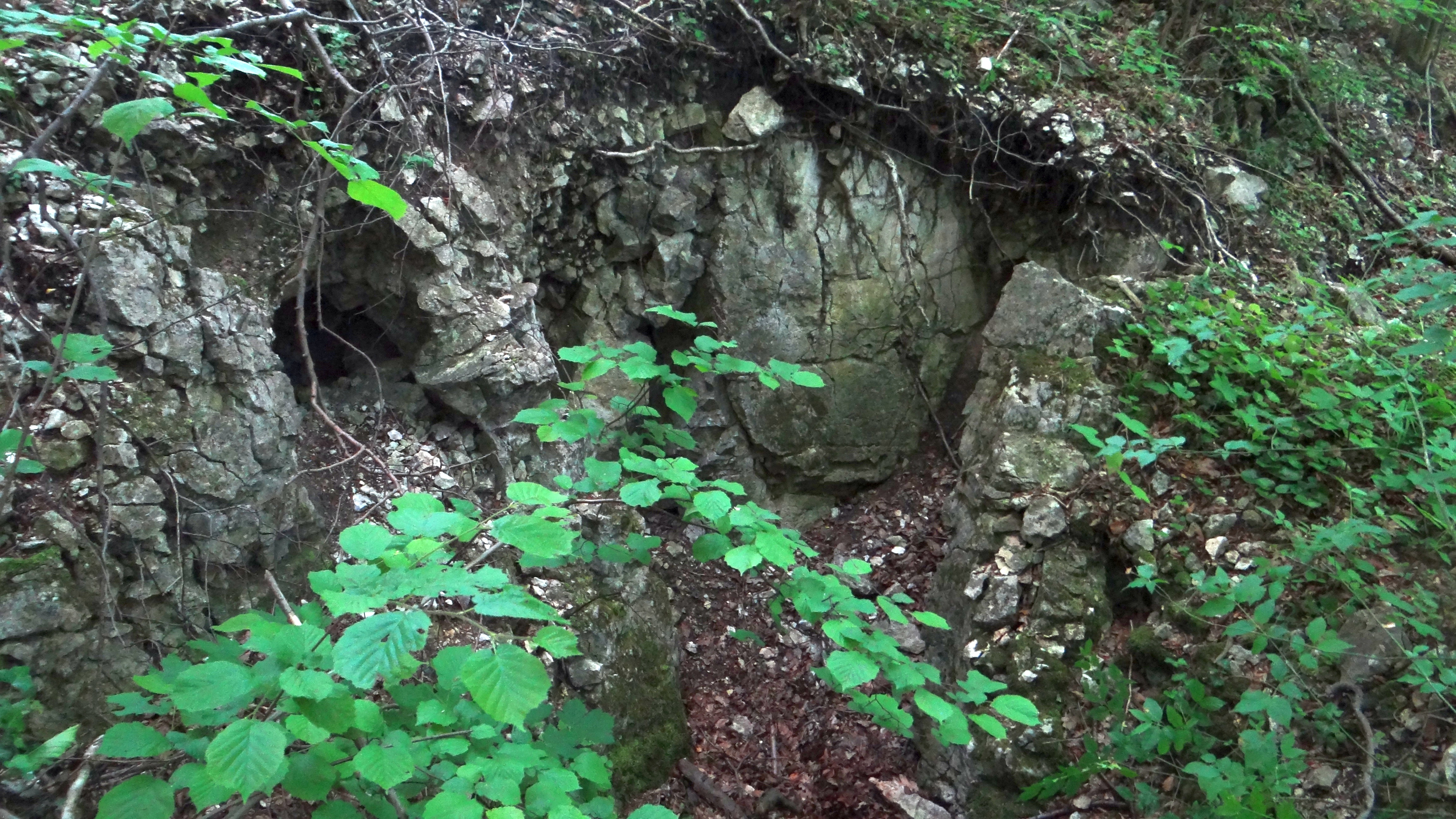
Rozpadlina pozostała po jaskini